# I Don't Know How to Love Him
I Don't Know How to Love Him is een nummer van de Amerikaanse zangeres Yvonne Elliman. Het is de tweede single afkomstig van het album Jesus Christ Superstar uit 1970 en gebaseerd op de gelijknamige rockopera die in 1971 in première ging. Het lied is geschreven door Andrew Lloyd Webber (muziek) en Tim Rice (tekst).

## Inhoud
Het is een ballade gezongen door het personage Maria Magdalena. In de opera wordt ze voorgesteld als iemand met een onbeantwoorde liefde voor het titelpersonage.
Het nummer "I Don't Know How to Love Him" is veel gecoverd en was een zeldzaam nummer, dat na de jaren 50 door twee artiesten tegelijk in de Top 40 van de Billboard Hot 100 stond, namelijk Helen Reddy en Yvonne Elliman.

### Hitnoteringen (Yvonne Elliman)

#### Evergreen Top 1000
| I Don't Know How to Love Him in de Evergreen Top 1000 | I Don't Know How to Love Him in de Evergreen Top 1000 | I Don't Know How to Love Him in de Evergreen Top 1000 | I Don't Know How to Love Him in de Evergreen Top 1000 | I Don't Know How to Love Him in de Evergreen Top 1000 | I Don't Know How to Love Him in de Evergreen Top 1000 | I Don't Know How to Love Him in de Evergreen Top 1000 | I Don't Know How to Love Him in de Evergreen Top 1000 | I Don't Know How to Love Him in de Evergreen Top 1000 | I Don't Know How to Love Him in de Evergreen Top 1000 | I Don't Know How to Love Him in de Evergreen Top 1000 | I Don't Know How to Love Him in de Evergreen Top 1000 | I Don't Know How to Love Him in de Evergreen Top 1000 | I Don't Know How to Love Him in de Evergreen Top 1000 | I Don't Know How to Love Him in de Evergreen Top 1000 | I Don't Know How to Love Him in de Evergreen Top 1000 | I Don't Know How to Love Him in de Evergreen Top 1000 | I Don't Know How to Love Him in de Evergreen Top 1000 |
| Jaar                                                  | 2008                                                  | 2009                                                  | 2010                                                  | 2011                                                  | 2012                                                  | 2013                                                  | 2014                                                  | 2015                                                  | 2016                                                  | 2017                                                  | 2018                                                  | 2019                                                  | 2020                                                  | 2021                                                  | 2022                                                  | 2023                                                  | 2024                                                  |
| ----------------------------------------------------- | ----------------------------------------------------- | ----------------------------------------------------- | ----------------------------------------------------- | ----------------------------------------------------- | ----------------------------------------------------- | ----------------------------------------------------- | ----------------------------------------------------- | ----------------------------------------------------- | ----------------------------------------------------- | ----------------------------------------------------- | ----------------------------------------------------- | ----------------------------------------------------- | ----------------------------------------------------- | ----------------------------------------------------- | ----------------------------------------------------- | ----------------------------------------------------- | ----------------------------------------------------- |
| Positie                                               | –                                                     | 507                                                   | 769                                                   | 784                                                   | 758                                                   | 913                                                   | –                                                     | 919                                                   | –                                                     | –                                                     | –                                                     | –                                                     | –                                                     | –                                                     | –                                                     | –                                                     | –                                                     |

## Helen Reddy versie
De Australische zangeres Helen Reddy zong het nummer "I Don't Know How to Love Him" na de release van het originele album Jesus Christ Superstar. Artie Mogull, directeur van Capitol Records zag potentie in het nummer "I Don't Know How to Love Him" en presenteerde het aan Linda Ronstadt, die het afwees. Vervolgens vroeg Mogull Helen Reddy, die nog onbekend was, om het nummer op te nemen voor een single. Reddy was zelf niet enthousiast over het nummer en stemde aanvankelijk ermee in als B-kant, terwijl ze liever haar eigen nummer "I Believe in Music" opnam.

### Hitnoteringen (Helen Reddy)

#### Nederlandse Top 40
| Hitnotering: 18-03-1973 t/m 15-04-1972 | Hitnotering: 18-03-1973 t/m 15-04-1972 | Hitnotering: 18-03-1973 t/m 15-04-1972 | Hitnotering: 18-03-1973 t/m 15-04-1972 | Hitnotering: 18-03-1973 t/m 15-04-1972 | Hitnotering: 18-03-1973 t/m 15-04-1972 | Hitnotering: 18-03-1973 t/m 15-04-1972 |
| Week:                                  | 1                                      | 2                                      | 3                                      | 4                                      | 5                                      |                                        |
| -------------------------------------- | -------------------------------------- | -------------------------------------- | -------------------------------------- | -------------------------------------- | -------------------------------------- | -------------------------------------- |
| Positie:                               | 36                                     | 22                                     | 21                                     | 30                                     | 38                                     | uit                                    |

#### Hilversum 3 Top 30
| Positie: | 23 | 27 | uit |

## Overige covers (selectie)
- 1971: Bojoura
- 1971: Petula Clark (als "I Don't Know How to Love Him / Superstar")
- 1971: Percy Faith & His Orchestra
- 1971: Franck Pourcel
- 1971: Tina & The Real McCoy
- 1972: Shirley Bassey
- 1972: Cilla Black
- 1972: Anne-Marie David (als "Chanson de Marie-Madeleine")
- 1972: Agnetha Fältskog (als "Vart ska min kärlek föra")
- 1972: James Last
- 1973: Max Greger
- 1974: André Kostelanetz
- 1976: Jeane Manson
- 1977: Katja Ebstein (als "Wie soll ich ihn nur lieben")
- 1980: Dana
- 1983: Elaine Paige
- 1993: Helena Vondráčková (als "Já, Máří Magdaléna")
- 1994: Sarah Brightman
- 2003: Kelly Marie
- 2012: Melanie C
- 2013: Glee Cast
- 2013: André Rieu
- 2021: René van Kooten (Beste Zangers Musical 2020)
- 2022: Cynthia Erivo (Jesus Christ Superstar: Highlights From the All-Female Studio Cast Recording)